# Liste der Kulturgüter in Sagogn
Die Liste der Kulturgüter in Sagogn enthält alle Objekte in der Gemeinde Sagogn im Kanton Graubünden, die gemäss der Haager Konvention zum Schutz von Kulturgut bei bewaffneten Konflikten, dem Bundesgesetz vom 20. Juni 2014 über den Schutz der Kulturgüter bei bewaffneten Konflikten sowie der Verordnung vom 29. Oktober 2014 über den Schutz der Kulturgüter bei bewaffneten Konflikten unter Schutz stehen.
Objekte der Kategorien A und B sind vollständig in der Liste enthalten, Objekte der Kategorie C fehlen zurzeit (Stand: 1. Januar 2023).

## Kulturgüter
| Foto |                                                                         | Objekt | Kat. | Typ | Standort                                 | Beschreibung |
| ---- | ----------------------------------------------------------------------- | --- | ---- | --- | ---------------------------------------- | ------------ |
| ja   | Datei hochladen · Wikidata zu Katholische Kirche Sagogn (Q1522172)      | Katholische Kirche St. Maria mit Pfarrhaus / Baselgia catolica Sontga Maria cun chasa pravenda KGS-Nr.: 03196 | A    | G   | Via Baselgia 738600 / 183579             |              |
| ja   | Datei hochladen · Wikidata zu Burg Schiedberg (Q971282)                 | Schiedberg, bronzezeitlich-frühmittelalterliche Siedlung, mittelalterliche Burg- und Kirchenruine / Bregl da Haida, culegna dal temp da bronz e dal temp medieval tempriv / ruina da chastè e baselgia dal temp medieval KGS-Nr.: 03197 | A    | F   | Via Vilada 739540 / 183908               |              |
| BW   | Datei hochladen · Wikidata zu Haus Castelli (Q29785018)                 | Haus Castelli / Casa Castelli KGS-Nr.: 03199 | B    | G   | Via Sum las Corts 2a, 2b 738435 / 183655 |              |
| BW   | Datei hochladen · Wikidata zu Katholisches Pfarrhaus Sagogn (Q29785017) | Katholisches Pfarrhaus / Chasa pravenda catolica KGS-Nr.: 12476 | B    | G   | Via Vitg dadens 47 738349 / 183650       |              |